# Nuorttitunturi
Nuorttitunturi är ett berg i Finland. Det ligger i Savukoski i landskapet Lappland, i den norra delen av landet, 900 km norr om huvudstaden Helsingfors. Toppen på Nuorttitunturi är 482 meter över havet, eller 203 meter över den omgivande terrängen. Bredden vid basen är 13,7 km.
Terrängen runt Nuorttitunturi är kuperad åt sydost, men åt nordväst är den platt. Trakten runt Nuorttitunturi är nära nog obefolkad, med mindre än två invånare per kvadratkilometer. Det finns inga samhällen i närheten. == Kommentarer ==
1. ↑  Primärfaktor framräknad ur höjddata (DEM 3") från Viewfinder Panoramas.[2] Mer om algoritmen finns här: Användare:Lsjbot/Algoritmer.
2. ↑  Största utsträckningen av den höjdkurva som ger primärfaktorn.
3. ↑  Framräknat ur variansen i alla höjduppgifter (DEM 3") från Viewfinder Panoramas, inom 10 km radie.[2] Mer om algoritmen finns här: Användare:Lsjbot/Algoritmer.